# 피플 크루
피플크루(People Crew)는 대한민국의 4인조 힙합 그룹이다.

## 역사

### 초창기
1999년 7월 1일 1집 음반을 발매하면서 가수로서의 음악 활동도 시작하였다. 방송 데뷔 전에는 DJ Wreckx가 멤버로 있었으나 데뷔하면서 DJ Wreckx는 탈퇴하고, 대신 DJ 이준이 빈자리를 메꿨다. 1집 방송 활동 당시 구성원은 DJ 1명, 래퍼 2명, 비보이 3명, 힙합 댄서 3명으로 모두 9명이다.

### 중반기
1집으로 이름을 대중에게 알린 피플 크루는 2000년 9월, 김태형, 신동현(MC 몽), 장인태, 성훈, 김근서, DJ 이준의 6명으로 멤버를 재구성하고 「태산북두」라는 타이틀의 2집을 발표한다. 2집 앨범에서는 미국 동부의 힙합을 한국적으로 해석한 곡인 훵키한 리듬의 타이틀곡 <야화>를 발표했으나 그리 많은 인기를 받지 못했다. 그러나 후속곡인 <너에게>가 뒤늦은 인기를 얻게 된다. <너에게>는 클래식 캐논 코드를 접목한 대중적인 멜로디를 지닌 짙은 감수성이 배어 있는 힙합곡.
2001년에는 잠시 MC몽, 장인태, 오성훈, 김근서 4인 체제로 활동했다. 2002년 발매된 3집에서는 김근서가 탈퇴하고 보컬 정상이 영입되면서 비보이 크루로서의 모습은 사라졌다. 3집 역시 큰 호응을 이끌어내진 못했으나, 3집 활동을 겸해 MC 몽이 케이블 TV 방송을 시작으로 방송계에 진출하면서 점차 대중적인 인지도가 올라갔다. 그러나 2004년 MC 몽이 솔로 앨범을 발표하면서 People Crew 자체의 활동은 크게 약화되었고, 멤버인 장인태가 쓰러지는 위기를 맞기도 하였다.

### 종반기
MC 몽의 대중적인 성공으로 People Crew가 재조명 받으면서 베스트 앨범이 2004년에 나왔으나, 그 후로 People Crew의 활동은 2006년 12월 "서울가요대상" 등의 몇 번의 무대를 제외하고는 사실상 중단되었다.
MBC《황금어장: 라디오 스타》에 출연한 MC 몽은 피플 크루란 이름이 당시 소속사에 의해 상표 등록이 되어 있어 함부로 다시 사용할 수 없다고 말했다.

## 구성원
| 멤버 이름 | 활동 기간             | 출생 년도 | 사망 년도 | 비고  |
| --------- | --------------------- | --------- | --------- | ----- |
| MC몽      | 1999년 ~ 2003년       | 1979년    |           |       |
| 오성훈    | 초창기 ~ 2003년       | 1979년    | 2025년    |       |
| 정상      | 2002년 ~ 2003년       | 1980년    |           |       |
| 장인태    | 2000년 (2집) ~ 2003년 | 1981년    |           |       |
| 김근서    | 초창기 ~ 2001년       |           |           | [ 6 ] |
| 김태형    | 초창기 ~ 2집 멤버     |           |           |       |
| DJ 이준   | 1999년 ~ 2집 멤버     |           |           |       |
| 이웅얼    | 초창기                |           |           |       |
| 조형일    | 초창기                |           |           |       |
| 장철현    | 초창기                |           |           |       |
| 임효준    | 초창기                |           |           |       |
| 성대현    | 초창기                |           |           |       |

## 음반 목록
- 1999년 7월 1일 Hip Hop Spirit Forever
- 2000년 9월 21일 太山北斗
- 2002년 8월 17일 We Believe We Can Fly!

대표곡: "우리와 함께", "야화", "새마을 운동", "너에게", "너에게 두 번째 이야기"

## CF
- 2003년 농심켈로그 프링글스